# Niall Mackenzie

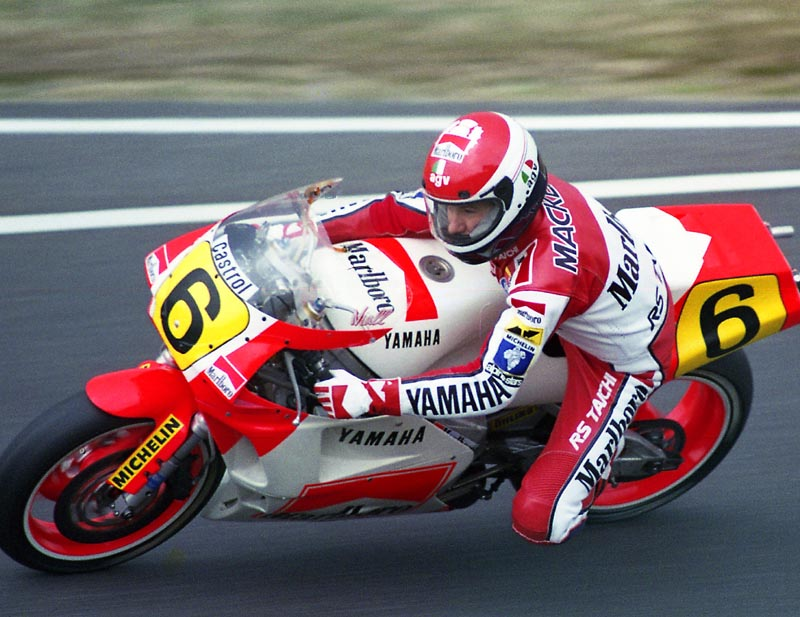
Mackenzie 1989 auf Yamaha beim Großen Preis von Japan

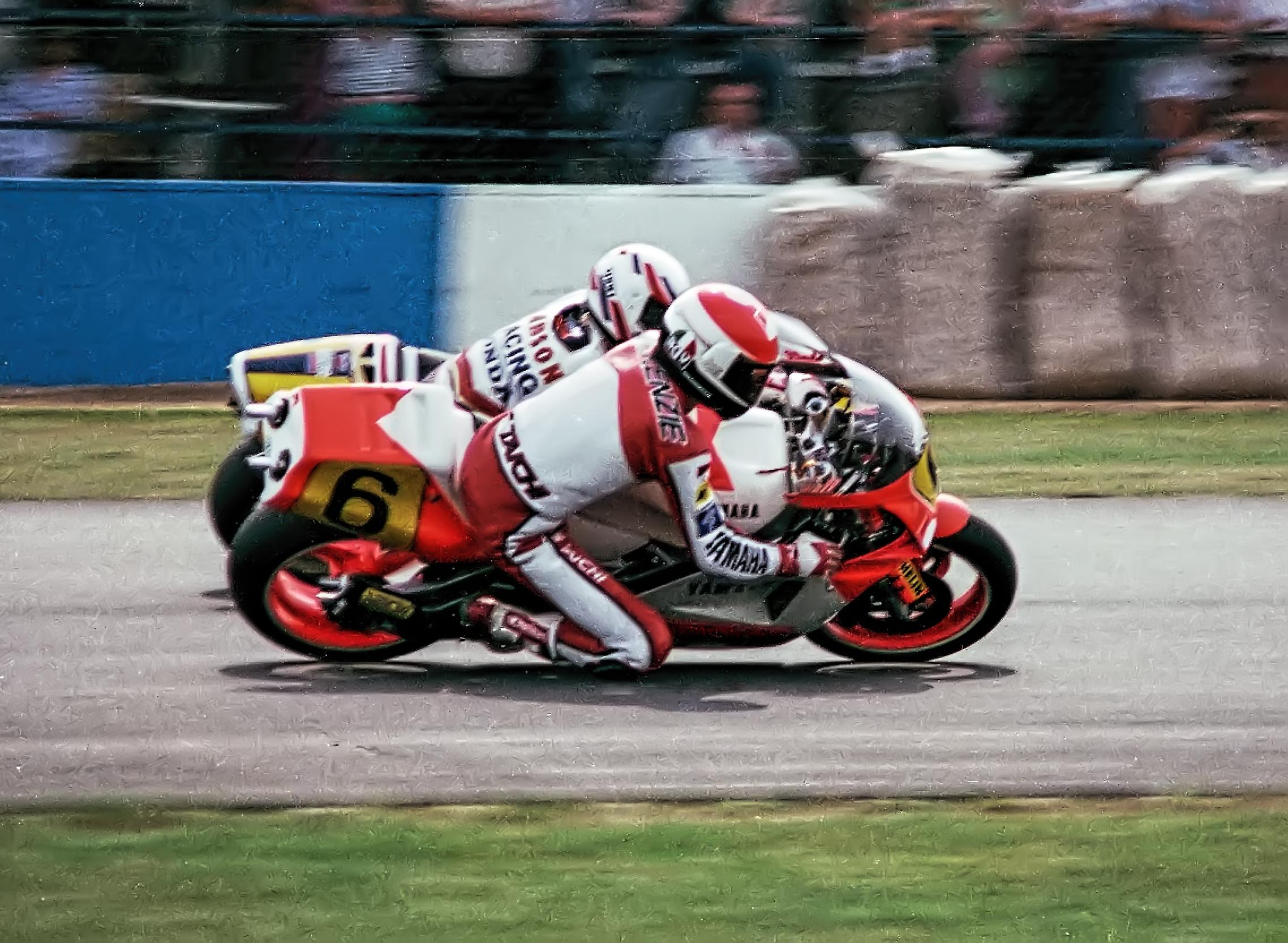
Mackenzie (Vordergrund) und Eddie Lawson beim Großen Preis von Großbritannien 1989

Niall Macfarlane Mackenzie (* 19. Juli 1961 in Stirling, Schottland) ist ein ehemaliger britischer Motorradrennfahrer.
Mackenzie gewann in seiner Karriere dreimal die britische Superbike-Meisterschaft und startete lange Jahre in der Motorrad- sowie Superbike-Weltmeisterschaft. Seine Söhne Taylor und Tarran sind ebenfalls Motorradrennfahrer.

## Karriere

### Anfänge
Niall Mackenzie bestritt sein erstes Motorradrennen im April 1981 auf der Bahn von Knockhill in seiner schottischen Heimat und gewann dieses auf Anhieb. Bereits im folgenden Jahr gewann er auf Yamaha die nationale 500-cm³-Produktionsmeisterschaft Schottlands. 1983 siegte Mackenzie im Yamaha-Pro-Am-World-Cup, 1984 wurde er auf einer Armstrong, die mit einem Rotax-Motor ausgerüstet war, britischer 350-cm³-Straßenmeister. Im Jahr darauf verteidigte er, wiederum auf Armstrong-Rotax startend, seinen Titel bei den 350ern erfolgreich und wurde außerdem auch 250-cm³-Meister Großbritanniens. 1986 gewann der Schotte in der 250er-Klasse seinen insgesamt vierten britischen Meistertitel.

### Motorrad-Weltmeisterschaft
Bereits 1984 debütierte Niall Mackenzie bei seinem Heim-Grand-Prix in Silverstone in der Motorrad-Weltmeisterschaft. Er trat in der 250-cm³-Klasse an, kam aber über Rang 28 nicht hinaus. 1985 bestritt er, neben der britischen Meisterschaft, für das Armstrong-Silverstone-Team seine erste komplette WM-Saison. Beim Grand Prix von Schweden in Anderstorp sicherte sich der Schotte den einzigen WM-Zähler der Saison.
In der Saison 1986 startete Mackenzie nur in der zweiten Saisonhälfte der 250er-WM und kam auf vier Weltmeisterschaftspunkte. Beim britischen Grand Prix desselben Jahres debütierte er für Suzuki Heron Skoal Bandit auf einer Suzuki in der 500-cm³-Klasse der WM und fuhr dabei den siebenten Platz ein. Nach Rang sieben im folgenden Rennen in Schweden und den achten Platz beim letzten Saison-Lauf, dem Großen Preis von San Marino in Misano, belegte der Schotte mit elf WM-Zählern zusammen mit dem Italiener Pierfrancesco Chili den zehnten WM-Gesamtrang.
1987 ging Niall Mackenzie für HRC-HB auf einer Honda in der 500er-Klasse an den Start. Beim Grand Prix von Österreich auf dem Salzburgring gelang ihm mit Rang drei hinter Wayne Gardner und Randy Mamola sein erster Podestplatz in der Motorrad-WM. In der Gesamtwertung belegte der Schotte mit 61 Punkten den fünften Platz. In der folgenden Saison wurde Mackenzie im selben Team WM-Sechster.
Zur Saison 1989 wechselte Niall Mackenzie ins Agostini-Marlboro-Team des 15-fachen Weltmeisters Giacomo Agostini und startete auf Yamaha. Beim Grand Prix von Spanien, der in diesem Jahr in Jerez ausgetragen wurde, errang mit Rang drei den einzigen Podestplatz des Jahres. Die Gesamtwertung schloss der Schotte als Siebenter ab.
Die Saison 1990 begann Niall Mackenzie auf einer Yamaha des Teams Mortimer Racing in der 250-cm³-Klasse der WM. Nachdem sich der Australier Kevin Magee beim zweiten Saisonlauf, dem Großen Preis der USA in Laguna Seca schwer verletzt hatte, wurde der Schotte als dessen Ersatzmann ins Lucky-Strike-Suzuki-Team berufen, wo er den Rest der Saison bestritt. Mackenzie punktete in jedem Rennen, errang dritte Plätze in Deutschland und Jugoslawien und erreichte im Endklassement mit 140 Zählern Rang vier, nur 48 Punkte hinter seinem Teamkollegen Kevin Schwantz, der Vize-Weltmeister wurde. 1991 bestritt der Schotte nur vier Grand-Prix-Rennen in der 500er-Klasse und errang dabei 35 Punkte, die ihn auf Rang 17 in der WM-Wertung brachten.
In der Saison 1992 war Niall Mackenzie wieder Fixstarter in der 500-cm³-Weltmeisterschaft und pilotierte bei Yamaha Motor France-Banco eine Yamaha YZF. Höhepunkt einer ansonsten enttäuschend verlaufenden Saison war der dritte Rang beim Grand Prix von Spanien in Jerez, in der Gesamtwertung belegte der Brite diesmal den elften Platz. Beim prestigeträchtigen 8-Stunden-Rennen auf seiner Lieblingsstrecke in Suzuka erreichte Mackenzie in diesem Jahr zusammen mit Kevin Magee auf Yamaha YZF 750 R den zweiten Platz.
Auch 1993 und 1994 ging Mackenzie in der 500er-WM an den Start und belegte auf ROC-Yamaha die WM-Ränge neun und zehn. Die Saison 1995 war die letzte in Mackenzies Motorrad-WM-Karriere, diesmal trat er in der 250er-Klasse auf einer Aprilia des Teams Docshop Racing an und wurde 18. der Fahrerwertung.

### Superbike-Weltmeisterschaft
Sein Debüt in der Superbike-WM gab Niall Mackenzie bereits 1990 auf Yamaha beim britischen Lauf in Donington Park, bei dem er im zweiten Rennen den vierten Platz belegen konnte. Bis 1999 startete der Schotte jährlich bei den in Großbritannien ausgetragenen Rennen und bestritt insgesamt 31 WM-Läufe, bei denen ihm jedoch keine Podiumsplatzierung gelang.

### Britische Superbike-Meisterschaft
In der British Superbike Championship, die 1996 erstmals ausgetragen wurde, gewann Niall Mackenzie 1996, 1997 und 1998 auf einer Yamaha YZF 750 des Teams Cadbury’s Boost Yamaha den Titel und ist damit bis heute Rekordsieger dieser Meisterschaft. Am Ende der Saison 2000, die er auf einer Ducati 996 des Teams GSE Racing INS Ducati an der Seite des späteren Weltmeisters Neil Hodgson als Fünfter abschloss, beendete der Schotte seine aktive Laufbahn. 2001 kehrte er für ein Abschiedsrennen in Knockhill noch einmal zurück.

### Aktivitäten nach der aktiven Laufbahn
Seit seinem Karriereende veranstaltet Niall Mackenzie regelmäßig Fahrertrainings auf den Strecken von Knockhill und Donington Park, bei denen er auf als Fahrlehrer fungiert. Außerdem arbeitet er für die Zeitschrift Two Wheels Only, für die er Testberichte über Motorräder verfasst und ist als Berater für Yamaha sowie als TV-Experte aktiv.

## Erfolge
- Britischer 250-cm³-Meister: 1985 und 1986 auf Armstrong
- Britischer 350-cm³-Meister: 1984 und 1985 auf Armstrong
- Britischer Superbike-Meister: 1996, 1997, 1998 auf Yamaha

## Privates
Niall Mackenzie ist verheiratet, hat zwei Söhne die ebenfalls bereits mit dem Motorsport begonnen haben und lebt heute in Ashby-de-la-Zouch, Leicestershire in England. Er arbeitete nach dem Ende seiner Rennfahrerlaufbahn für den TV-Sender Sky.